# Гияслы (Губадлинский район)
Гияслы (азерб. Qiyaslı), ранее в советских русскоязычных источниках — Кияслы, — село в Губадлинском районе Азербайджана.

## История
По данным «Свода статистических данных о населении Закавказского края, извлеченных из посемейных списков 1886 года», в селе Киаслу Искандер-беклинского сельского округа Зангезурского уезда Елизаветпольской губернии был 21 дым и проживало 85 азербайджанцев (в источнике — «татар») шиитского вероисповедания. Всё население являлось владельческими крестьянами.
В советские годы село входило в состав Кубатлинского района Азербайджанской ССР. В результате Первой карабахской войны в августе 1993 года перешло под контроль непризнанной Нагорно-Карабахской Республики.
28 октября 2020 года президент Азербайджана Ильхам Алиев объявил, что село Кияслы Губадлинского района перешло под контроль ВС Азербайджана.